# ピナコール
ピナコール (pinacol) とは、有機化合物のひとつで外見は無色の固体。特有の臭いを持つ。アセトンからピナコールカップリングにより合成される。vic-ジオールのひとつで、強酸の作用でピナコール転位を起こしピナコロンに変わる。
ピナコールはボランと反応してピナコールボランを与える。これは有用な合成用試剤として還元反応やホウ素化反応で用いられる。